# Cavendish (Newfoundland en Labrador)
Cavendish is een plaats en local service district in de Canadese provincie Newfoundland en Labrador. De plaats ligt in het zuidoosten van het eiland Newfoundland.

## Geografie
Cavendish ligt aan de westkust van het schiereiland Bay de Verde in het zuidoosten van Newfoundland. De plaats bevindt zich aan een kleine inham van Trinity Bay en is bereikbaar via provinciale route 80. Cavendish grenst in het noorden aan Islington, in het oosten aan gemeentevrij gebied en in het zuiden aan Whiteway.

## Geschiedenis
In 1983 kreeg Cavendish voor het eerst beperkt lokaal bestuur doordat de plaats een local service district (LSD) werd.
In 1990 liet de provinciale overheid een haalbaarheidsonderzoek voeren naar de eventuele creatie van een fusiegemeente bestaande uit Cavendish en Whiteway. De fusie vond echter nooit plaats en Cavendish bleef gewoon als zelfstandig LSD voortbestaan. In 2006 vond er een gelijkaardige studie plaats waarin ook de gemeenten Heart's Delight-Islington en Heart's Desire betrokken werden, al kwam ook daar nooit een fusie uit voort.

## Demografie
De designated place Cavendish kende de voorbije 30 jaar enkele demografische schommelingen. Het inwoneraantal bleef echter steeds rond de 300 à 350.
In 2021 telde de plaats 171 woningen waarvan er 139 permanent bewoond waren. Volgens de volkstelling van datzelfde jaar had iedereen er het Engels als moedertaal, met vijftien inwoners die daarnaast ook het Frans machtig waren (4,6%).
| Demografische ontwikkeling van Cavendish tussen 1991 en 2021    |
| --------------------------------------------------------------- |
|                                                                 |
| Bron: Statistics Canada (1991–1996, 2001–2006, 2011–2016, 2021) |